# Arcadia Wildlife Sanctuary
Das Arcadia Wildlife Sanctuary ist ein 621 Acres (2,5 km²) großes Schutzgebiet zwischen den Städten Northampton und Easthampton im Bundesstaat Massachusetts der Vereinigten Staaten. Es wird von der Massachusetts Audubon Society verwaltet.

## Schutzgebiet
Im Schutzgebiet gibt es aufgrund der unterschiedlichen Lebensräume (Wälder, Wiesen, Freiflächen, Sümpfe und Feuchtgebiete) eine große Vielzahl an Tier- und Pflanzenarten. Die für die Überschwemmungsgebiete des Connecticut River typische lehmhaltige Erde begünstigt insbesondere das Wachstum von Wildblumen. Besuchern stehen insgesamt 5 mi (8 km) Wanderwege zur Verfügung, von denen mit dem Sensory Trail ein spezielles, 850 ft (259,1 m) langes Teilstück barrierefrei zugänglich ist. Auf dem durch das Schutzgebiet fließenden Mill River ist das Kanu- oder Kajakfahren möglich. Für die gezielte Beobachtung von Tieren gibt es am Flussufer einen Aussichtsturm sowie einen Holzweg, der durch den Sumpf führt. Im Schutzgebiet lebt eine größere Kolonie von Kanadareihern mit etwa 60 Nestern, es gibt aber auch einige Paare Weißkopfseeadler.
Der Umweltschutz setzt sich auch in der Verwaltungsebene des Schutzgebiets fort. Es wurden unter anderem gezielte Maßnahmen zum Energie- und Wassersparen umgesetzt sowie eine Photovoltaikanlage mit einer Leistung von rund 10 kW zur Eigenversorgung mit Strom installiert.